# 傅母
傅母，或稱傅姆，是中國先秦時期專職看顧、教育皇族、貴族子女的女性，一般多為中老年女性擔任此職。
和工作內容相近的「保姆」相比，傅母比保母更具有教導與規範的職責，甚至是傳授知識的教師；尤其在春秋戰國時代，保母與傅母分屬二人、各司其職，因此貴族或皇族子女，大多同時有傅母與保母，如春秋時代的宋共公夫人伯姬，在宮室大火時，堅持要等到保母與傅母同來才肯離宮，最後保母趕到而不見傅母，於是堅不離宮的伯姬亡於大火。